# بخش کلاورلیف، شهرستان پنینگتون، مینه سوتا
بخش کلاورلیف (به انگلیسی: Cloverleaf Township) یک منطقهٔ مسکونی در ایالات متحده آمریکا است که در شهرستان پنینگتن، مینه‌سوتا واقع شده‌است.
 بخش کلاورلیف ۶۹٫۶ کیلومتر مربع مساحت و ۷۰ نفر جمعیت دارد و ۳۵۴ متر بالاتر از سطح دریا واقع شده‌است.